# Episodi di King of the Hill (decima stagione)
La decima stagione della serie animata King of the Hill, composta da 15 episodi, è stata trasmessa negli Stati Uniti su Fox dal 18 settembre 2005 al 14 maggio 2006.
In Italia la stagione è inedita.
| nº | Codice di produzione | Titolo originale                        | Prima TV USA      |
| -- | -------------------- | --------------------------------------- | ----------------- |
| 1  | 9ABE14               | Hank's on Board                         | 18 settembre 2005 |
| 2  | 8ABE21               | Bystand Me                              | 25 settembre 2005 |
| 3  | 9ABE15               | Bill's House                            | 6 novembre 2005   |
| 4  | 9ABE04               | Harlottown                              | 20 novembre 2005  |
| 5  | 9ABE16               | Portrait of the Artist as a Young Clown | 4 dicembre 2005   |
| 6  | 9ABE11               | Orange You Sad I Did Say Banana?        | 11 dicembre 2005  |
| 7  | 9ABE17               | You Gotta Believe (in Moderation)       | 29 gennaio 2006   |
| 8  | 9ABE18               | Business is Picking Up                  | 19 marzo 2006     |
| 9  | 9ABE20               | The Year of Washing Dangerously         | 26 marzo 2006     |
| 10 | 9ABE21               | Hank Fixes Everything                   | 2 aprile 2006     |
| 11 | 9ABE22               | Church Hopping                          | 9 aprile 2006     |
| 12 | AABE01               | 24 Hour Propane People                  | 23 aprile 2006    |
| 13 | AABE02               | The Texas Panhandler                    | 30 aprile 2006    |
| 14 | AABE03               | Hank's Bully                            | 7 maggio 2006     |
| 15 | AABE04               | Edu-macating Lucky                      | 14 maggio 2006    |